# Ephrem xứ Syria
Ephraem người Syria (k. 306 – 373) là một phó tế và nhà sáng tác thánh ca tiếng Syriac thế kỷ 4 từ vùng Syria. Ông đã viết rất nhiều bài thánh ca, thánh thi và bài thuyết giảng theo vần điệu cũng như những bài chú giải Kinh Thánh bằng văn xuôi. Đây là những tác phẩm thần học thiết thực cho sự khai minh giáo hội trong những thời buổi nhiễu nhương. Ông được coi là nhân vật quan trọng nhất trong tất cả các giáo phụ trong truyền thống tiếng Syriac. Nhiều giáo hội tôn kính ông là thánh, trong Công giáo Rôma ông cũng được phong là Tiến sĩ Hội Thánh vào năm 1920.